# Death to the Pixies
Albums de Pixies
Trompe le Monde
(1991) Pixies at the BBC
(1998)
Death to the Pixies est la première compilation du groupe de rock alternatif américain Pixies. Elle est parue le 6 octobre 1997 sur le label 4AD à l'occasion des dix ans de la naissance de groupe.
Une édition limitée compte en supplément un second CD sur lequel figure un live enregistré le 25 septembre 1990 à Utrecht aux Pays-Bas par VRPO Radio 3.

## Liste des chansons

### Disc 1
1. Cecilia Ann - 2:05
2. Planet of Sound – 2:06
3. Tame - 1:55
4. Here Comes Your Man - 3:21
5. Debaser - 2:52
6. Wave of Mutilation - 2:04
7. Dig For Fire - 3:02
8. Caribou - 3:14
9. Holiday Song - 2:15
10. Nimrod's Son - 2:17
11. U-Mass – 3:01
12. Bone Machine - 3:03
13. Gigantic - 3:55
14. Where Is My Mind? - 3:51
15. Velouria - 3:40
16. Gouge Away - 2:45
17. Monkey Gone to Heaven - 2:57

### Disc 2
1. Debaser
2. Rock Music
3. Broken Face
4. Isla de Encanta
5. Hangwire
6. Dead
7. Into the White
8. Monkey Gone to Heaven
9. Gouge Away
10. Here Come Your Man
11. Allison
12. Hey
13. Gigantic
14. Crackity Jones
15. Something Against You
16. Tame
17. Wave of Mutilation
18. Where Is My Mind?
19. Ed Is Dead
20. Vamos
21. Tony's Theme